# Chapitre général de l'ordre du Temple

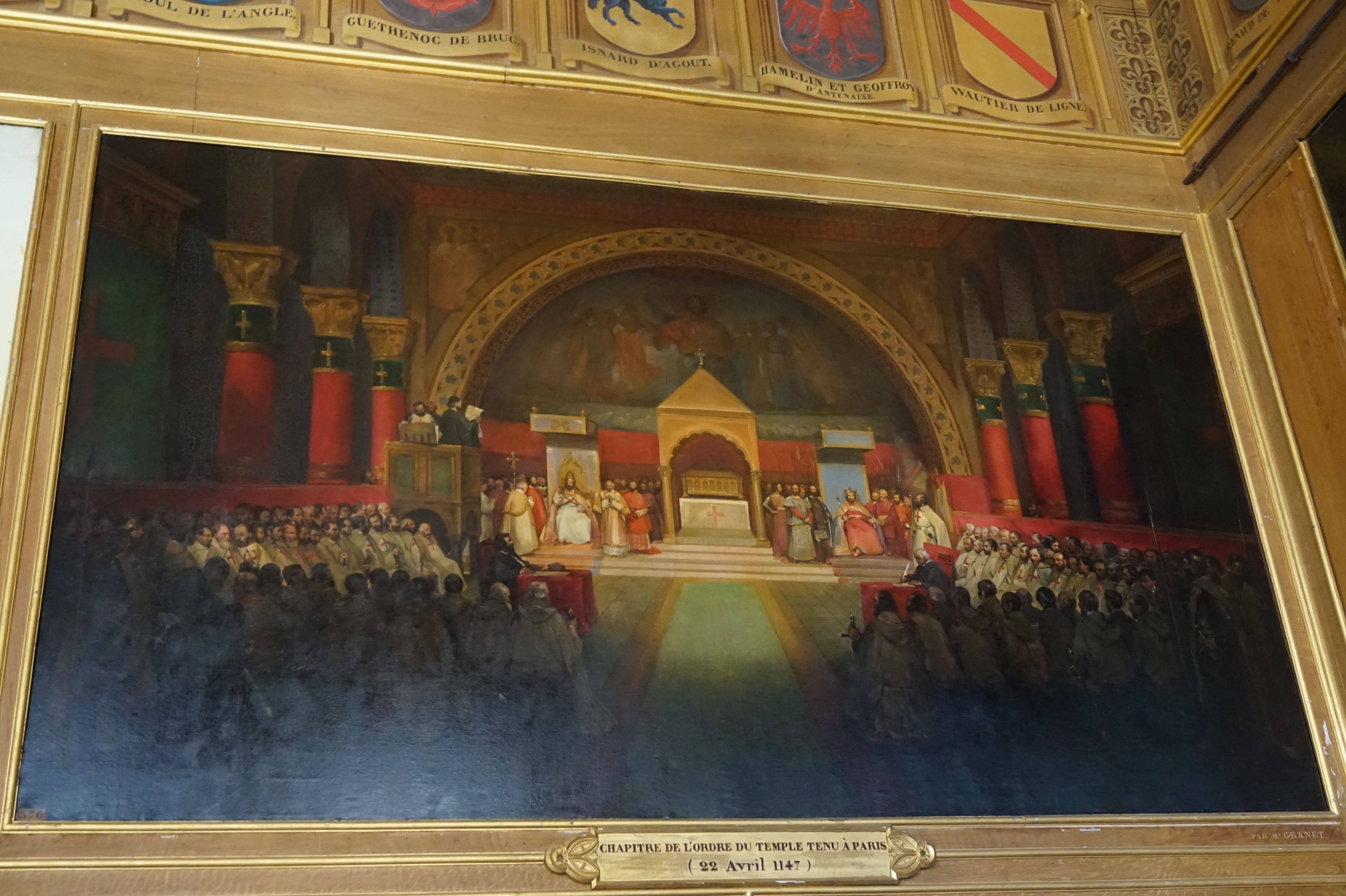
Chapitre de l'Ordre du Temple tenu à Paris (22 avril 1147), tableau de Granet, 1844, dans la deuxième salle des Croisades, musée de l'Histoire de France, château de Versailles.

Le chapitre général de l'ordre du Temple réunissait, tous les cinq ans au moins, les hauts dignitaires de l'ordre du Temple qui y débattaient des questions politiques et décidaient des actes qui engageaient l'ordre. C'était aussi la cour d'appel interne à l'ordre qui réglait les problèmes disciplinaires graves.
Il a pu être réuni en Terre Sainte, à Jérusalem, Acre, Césarée, Nicosie (1291), ou bien en Europe, Paris (1147), Montpellier (1293) ou Arles (1296).
Le 27 avril 1147, huit jours après Pâques, fut réuni dans la commanderie du Temple de Paris, un chapitre général de l'Ordre du Temple en France. Devant le pape Eugène III, le roi des Francs, Louis VII le Jeune, et de nombreux prélats, les Templiers et leur maître Évrard des Barres s'engagèrent pour la première fois pour la croisade.
Le pape Eugène III accorde aux Templiers le droit de porter une croix rouge sur leur manteau blanc.
Sous le magistère de Robert le Bourguignon, les chevaliers du Temple s'assemblèrent en chapitre au nombre de cent-trente, le pape Eugène III à leur tête, pour les affaires de la Terre-Sainte. Le roi Louis-le-Jeune assista à cette assemblée.